# Montell Jordan
Montell Jordan (Los Angeles, 3 december 1968) is een Amerikaanse R&B-zanger. Hij is vooral bekend van de hits This Is How We Do It uit 1995 en Get It On Tonite uit 2000.

## Biografie
Montell Jordan groeide op met de Motownmuziek van zijn moeder en grootmoeder: Smokey Robinson & The Miracles, The Four Tops, The Temptations en The Spinners. Daarnaast werd hij beïnvloed door Curtis Mayfield, Marvin Gaye en Quincy Jones. Zelf zong hij negen jaar in een kerkkoor en op 17-jarige leeftijd besloot hij carrière te gaan maken in de muziek. Jordan studeerde communicatie aan Pepperdine University en studeerde uiteindelijk af als bachelor. Hij was lid van Kappa Alpha Psi, een studentencorps met voornamelijk Afro-Amerikaanse leden. In die tijd nam hij demo's op en nam hij deel aan talentenjachten, maar hij kreeg pas op 26-jarige leeftijd een platencontract. Een dj had zijn demo laten horen aan Russell Simmons, medeoprichter van Def Jam. Simmons was juist op zoek naar R&B-zangers en nodigde Jordan uit in New York. Hij kreeg een contract en was daarmee, na Oran "Juice" Jones, de tweede R&B-zanger op het hiphopgeoriënteerde label.
Vrij gauw daarna (in 1995) brak Montell Jordan nationaal door met zijn eerste single. De keuze voor de eerste single was tussen This Is How We Do It en Somethin' 4 da Honeyz. Er werd gekozen voor This Is How We Do It: een swingbeatnummer dat gebaseerd was op een sample van Children's Story van Slick Rick. Jordan had negen maanden aan het nummer gewerkt, omdat hij van mening was dat als men een bestaand nummer gebruikt, het resultaat dan minstens even goed als het origineel moet zijn. Om de menigte op te nemen, die in het nummer te horen is, nodigde hij dertig mensen uit in de studio, die zich daar moesten gedragen alsof ze op een feestje waren. Het nummer sloeg aan en stond zeven weken op de eerste plaats in de Billboard Hot 100. In Europa was zijn succes wat bescheidener, maar in veel landen haalde het de hitparade. Jordan wist zijn succes echter niet vast te houden, want met de tweede single Somethin' 4 da Honeyz, kwam hij in zijn eigen land maar tot plaats 21 en buiten Amerika deed het nummer het niet veel beter. Zijn album This is how we do it haalde net niet de top-10 en in Nederland net niet de top-20.
Een jaar later, in 1996 bracht Jordan zijn tweede album More... uit. Van het album verschenen drie singles, die hem allemaal bescheiden hits opleverden. Een van de drie singles was van het nummer I Like, dat ook op soundtrack van de film The Nutty Professor stond. Pas twee jaar later, met de eerste single van zijn derde album, had hij weer een grote hit. Zowel het album als het nummer heetten Let's Ride. Het nummer was een samenwerking met Master P en Silkk the Shocker en behaalde de tweede plaats in de Billboard Hot 100, achter All My Life van K-Ci & JoJo. Net als bij This Is How We Do It had Jordan enkel een grote hit met de titeltrack van het album. De tweede single I Can Do That haalde de veertiende plaats en When You Get Home haalde de hitlijst niet. Dit patroon herhaalde zich weer in 1999 bij Jordans vierde album Get It On... Tonite. De titeltrack Get It On Tonite, gebaseerd op een sample uit Love for the Sake of Love van Claudja Barry werd een nummer 4-hit. In zijn eigen land het meteen zijn laatste succes, want nadien haalde hij de Billboard Hot 100 niet meer.
In Europa, waar More... en Let's Ride vrijwel onopgemerkt waren gebleven, had hij met Get It On... Tonite een comeback. Zowel in het Verenigd Koninkrijk als in Nederland, was Get It On Tonite zijn grootste (of eerste) hit sinds This Is How We Do It. In Nederland haalde zelfs de opvolger van Get It On Tonite de Top 40. Dit was het nummer Once Upon a Time dat net buiten de top-10 bleef. Zijn succes was daarna ook in Europa afgelopen. Hij had wel succes als componist voor anderen. Zo schreef en produceerde hij onder andere voor Christina Milian, 98 Degrees en Deborah Cox en schreef hij de Amerikaanse nummer 1-hit Incomplete voor Sisqó.
Zijn vijfde album, Montell Jordan uit 2002 kreeg weliswaar goede kritieken, maar leverde geen hitsingles op. Er ontstonden spanningen met Def Jam over de te volgen muzikale koers en in 2003 verliet hij het label. De titel van zijn zesde album Life After Def, dat hij later dat jaar opnam, verwijst hier naar. Daarna bleef hij vijf jaar stil rondom de zanger, totdat hij in 2008 het album Let It Rain opnam.

## Privéleven
Montell Jordan houdt zijn privéleven buiten de publiciteit, maar het is bekend dat hij getrouwd is met actrice Kristin Hudson en vader van twee kinderen. Jordan is overtuigd christen en lid van de Missionary Baptists. Als zodanig is hij de afgelopen jaren regelmatig op TBN, Amerika's grootste Christelijke televisienetwerk, te zien geweest.
Sinds eind 2010 is hij voorganger (Musical Worship Minister) in de Victory World Church in Atlanta.

## Trivia
- Montell Jordan is 6'8 voet (203 centimeter) lang. In zijn nummer This Is How We Do It verwijst hij hiernaar.

## Discografie

### Albums
| Album met eventuele hitnotering(en) in de Nederlandse Album Top 100 | Datum van verschijnen | Datum van binnenkomst | Hoogste positie | Aantal weken | Opmerkingen |
| ------------------------------------------------------------------- | --------------------- | --------------------- | --------------- | ------------ | ----------- |
| This Is How We Do It                                                | 1995                  | 20-05-1995            | 35              | 15           |             |
| Let's Ride                                                          | 1998                  | 09-05-1998            | 82              | 4            |             |
| Get It On... Tonite                                                 | 1999                  | 22-01-2000            | 28              | 25           |             |
| Montell Jordan                                                      | 2002                  | 09-03-2002            | 63              | 3            |             |

### Singles
| Single met eventuele hitnotering(en) in de Nederlandse Top 40 | Datum van verschijnen | Datum van binnenkomst | Hoogste positie | Aantal weken | Opmerkingen                                                  |
| ------------------------------------------------------------- | --------------------- | --------------------- | --------------- | ------------ | ------------------------------------------------------------ |
| This is how we do it                                          | 1995                  | 20-05-1995            | 11              | 9            | Nr. 11 in de Single Top 100                                  |
| Somethin' 4 da honeyz                                         | 1995                  | 23-09-1995            | tip14           | -            |                                                              |
| All about us                                                  | 1997                  | 30-08-1997            | 24              | 3            | met Peter Andre & Lil' Bo Peep / Nr. 31 in de Single Top 100 |
| Get it on tonite                                              | 1999                  | 15-01-2000            | 9               | 16           | Nr. 8 in de Single Top 100                                   |
| Once upon a time                                              | 1999                  | 13-05-2000            | 13              | 10           | Nr. 15 in de Single Top 100 / Alarmschijf                    |
| You must have been                                            | 2002                  | -                     |                 |              | Nr. 85 in de Single Top 100                                  |
| The party (This is how we do it)                              | 15-05-2015            | 06-06-2015            | tip2            | -            | met Joe Stone                                                |

| Single met hitnotering(en) in de Vlaamse Ultratop 50 | Datum van verschijnen | Datum van binnenkomst | Hoogste positie | Aantal weken | Opmerkingen                    |
| ---------------------------------------------------- | --------------------- | --------------------- | --------------- | ------------ | ------------------------------ |
| This is how we do it                                 | 1995                  | 10-06-1995            | 38              | 2            |                                |
| All about us                                         | 1997                  | 16-08-1997            | tip13           | -            | met Peter Andre & Lil' Bo Peep |
| Get it on tonite                                     | 1999                  | 06-05-2000            | 18              | 11           |                                |